# Handia
Handia là một thị xã và là một nagar panchayat của quận Allahabad thuộc bang Uttar Pradesh, Ấn Độ.

## Địa lý
Handia có vị trí 25°23′B 82°11′Đ / 25,38°B 82,18°Đ Nó có độ cao trung bình là 92 mét (301 feet).

## Nhân khẩu
Theo điều tra dân số năm 2001 của Ấn Độ, Handia có dân số 16.412 người. Phái nam chiếm 53% tổng số dân và phái nữ chiếm 47%. Handia có tỷ lệ 52% biết đọc biết viết, thấp hơn tỷ lệ trung bình toàn quốc là 59,5%: tỷ lệ cho phái nam là 63%, và tỷ lệ cho phái nữ là 39%. Tại Handia, 18% dân số nhỏ hơn 6 tuổi.